# Liah Soares
Liah Soares (de son nom complet Eliane Soares da Silva), plus connue sous le nom de scène de Liah, est une chanteuse et compositrice brésilienne, née le 18 janvier 1980, à Tucuruí, dans l'État du Pará.
Elle participa notamment à l'émission de télévision The Voice: Brazil.

## Discographie
- 2004: Liah
- 2005: Perdas e Ganhos
- 2009: Livre
- 2012: Quatro Cantos

## Duos
- Reprise de Sere nere en duo avec son compositeur Tiziano Ferro